# СКОГА (авиакомпания)
СКОГА (рус. Советско-Китайское Общество Гражданской Авиации; кит. трад. 中蘇民用航空股份公司, пиньинь zhōngsū mínháng gōngsī) — авиакомпания, совместно контролируемая Китаем и Советским Союзом, базирующейся в Пекине.
Компания действовала с 1950 по 1954 год.

## История
2 ноября 1949 года правительства СССР и КНР подписали соглашение об учреждении китайско-советской акционерной авиакомпании для гражданских нужд, доля которой обе державы должны иметь в равных количествах. Советский Союз предоставил капитал, размером в 42 миллиона советских рублей, в то время китайская сторона предоставила аэропорты, здания: склады и объекты технического обслуживания.
Официально СКОГА была создана 1 июля 1950 года. Авиакомпания сразу же начала свою деятельность, авиаперевозками из Пекина в Читу, через такие города как: Шэньян, Харбин и Хайлар (район), на советских самолетах Ли-2. Изначально авиарейсы через данный маршрут проходили раз в неделю. Однако, позже, частота рейсов была увеличена до трёх, еженедельно. Со временем, были добавлены и другие пункты назначения, в частности, в Иркутск и Алматы. С мая 1952 года, были введены в эксплуатацию самолёты Ил-12. Офисы были открыты в Пекине, Шэньяне и Урумчи.
12 октября 1954 года, КНР и СССР договорились о передаче авиакомпании, под полный контроль китайской стороне. 1 января 1955 года, авиакомпания переходит под полным китайским управлением, и уже с этого момента, СКОГА прекращает свою деятельность. В результате чего, гражданская авиация Китая поглощает СКОГУ.

## Направления
Согласно расписанию СКОГА 1954 года, авиакомпания обслуживала следующие направления:
Китай
- Аксу
- Пекин
- Хайлар
- Хами
- Харбин
- Цзюцюань
- Кашгар
- Куча
- Ланьчжоу
- Цицикар
- Шэньян
- Тайюань
- Урумчи
- Сиань
- Инь

Монголия
- Sainshand
- Уланбатар

Советский союз
- Алматы
- Чита
- Иркутск